# Bouville (Essonne)
Bouville ist eine französische Gemeinde mit 658 Einwohnern (Stand: 1. Januar 2022) im Département Essonne in der Region Île-de-France; sie gehört zum Arrondissement Étampes und ist Teil des Kantons Étampes. Die Einwohner werden Bouvillons genannt.

## Geographie
Bouville befindet sich etwa 37 Kilometer südsüdwestlich von Paris. Die Gemeinde liegt im Regionalen Naturpark Gâtinais français. Umgeben wird Bouville von den Nachbargemeinden Angervilliers im Norden und Nordwesten, Vaugrigneuse im Nordosten, Saint-Maurice-Montcouronne im Osten und Nordosten, Saint-Chéron im Südosten, Sermaise im Süden, Roinville im Südwesten sowie Saint-Cyr-sous-Dourdan im Westen.

## Bevölkerungsentwicklung
| Jahr                      | 1962 | 1968 | 1975 | 1982 | 1990 | 1999 | 2006 | 2013 |
| Einwohner                 | 286  | 301  | 361  | 492  | 533  | 538  | 664  | 639  |
| Quelle: Cassini und INSEE |      |      |      |      |      |      |      |      |

## Sehenswürdigkeiten
Siehe auch: Liste der Monuments historiques in Bouville (Essonne)
- Kirche Saint-Martin aus dem 12. Jahrhundert, Monument historique seit 1946
- Schloss Farcheville aus dem 13. Jahrhundert, Monument historique seit 1946

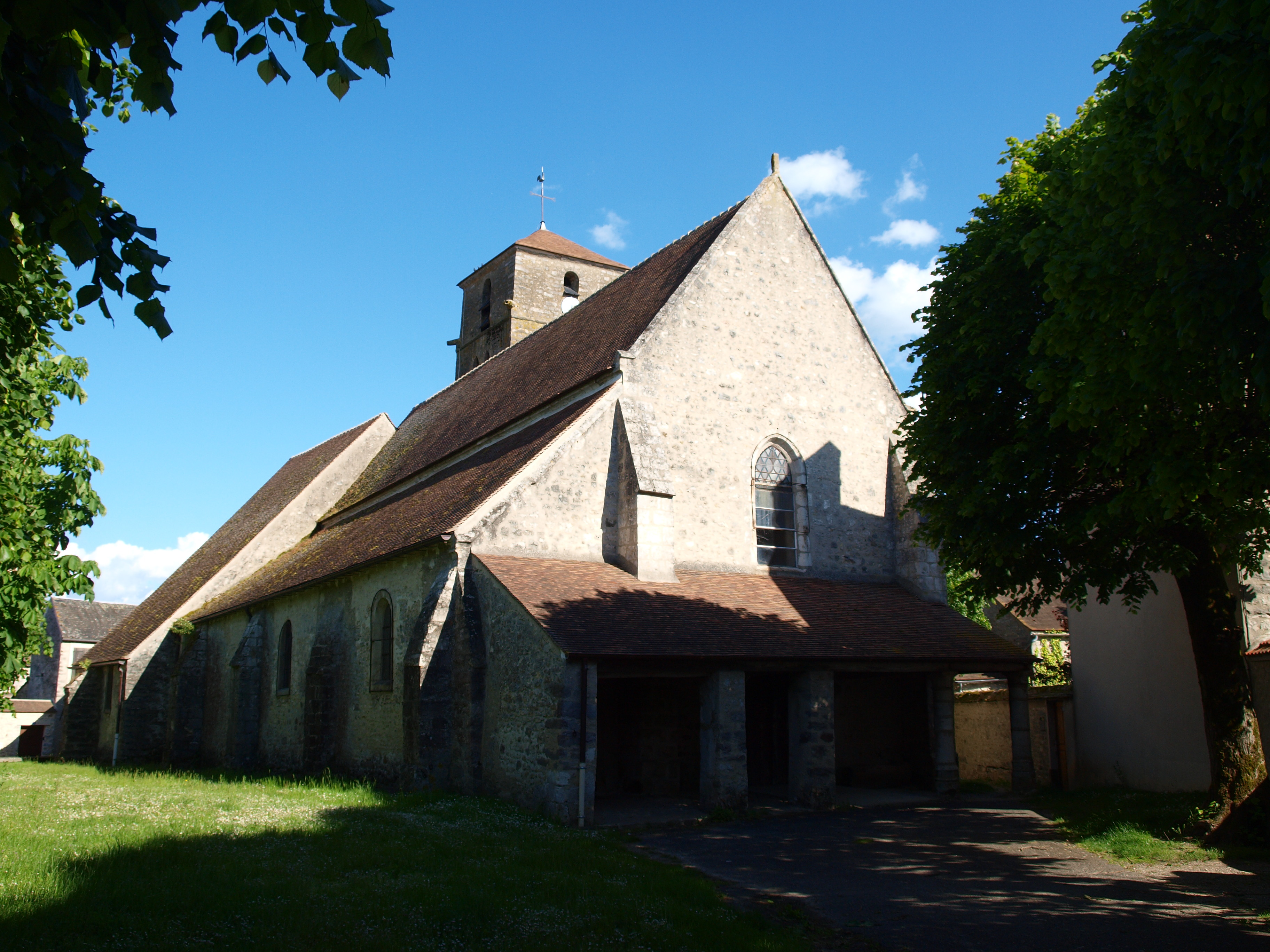
Kirche Saint-Martin
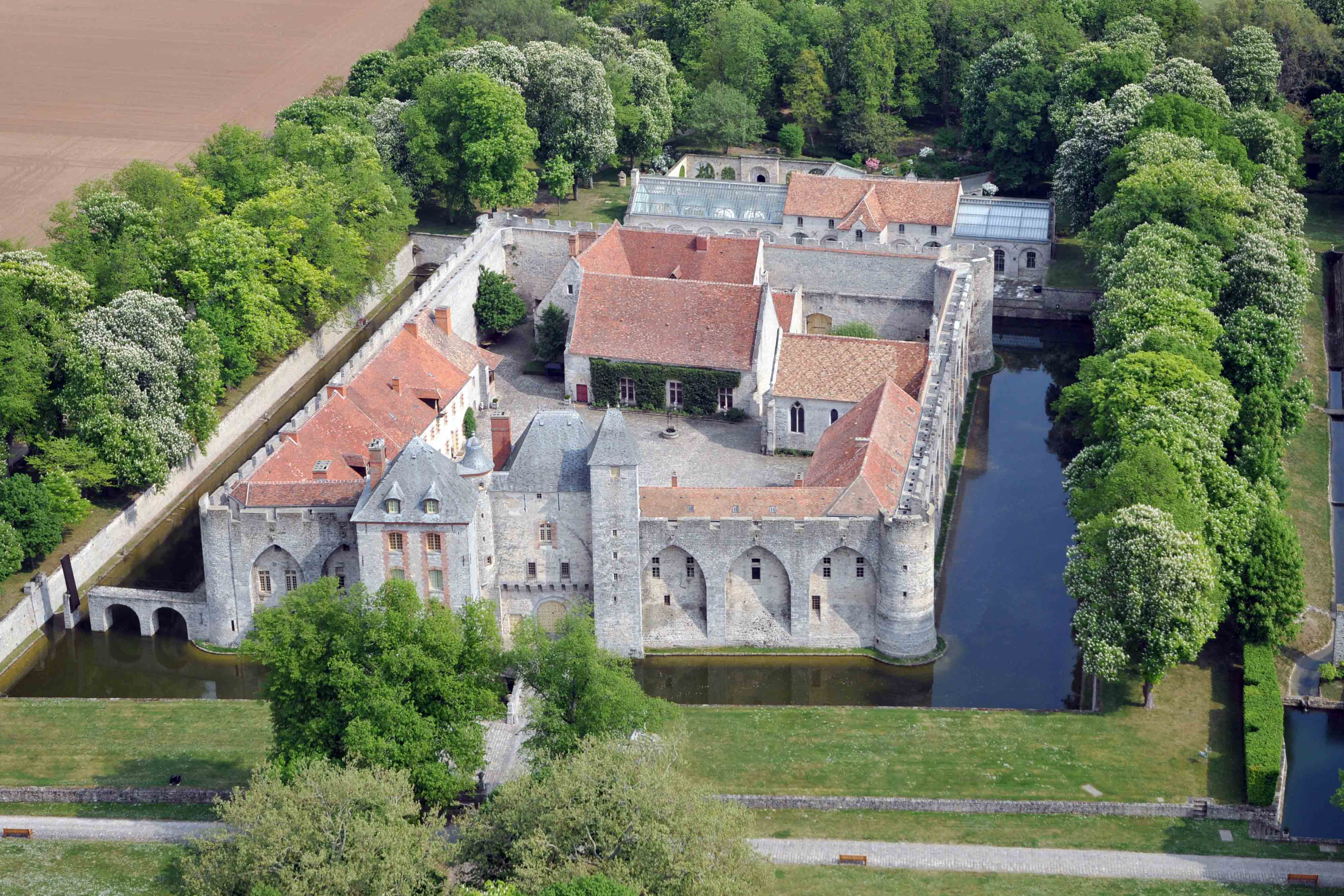
Schloss Farcheville

## Persönlichkeiten
- Jean Chalopin (* 1950), Regisseur